# アダンソンハエトリ
アダンソンハエトリ（Hasarius adansoni）は、ハエトリグモの1種。日本では家屋に普通に見られるものの一つで、世界的にも広く分布する。

## 概説
アダンソンハエトリは日本中部以南では、チャスジハエトリと共に家屋内でごく普通に見られるハエトリグモである。性的二形が明確で、雌雄では大きさや斑紋にはっきりした差がある。雄の触肢がやや長く、白い毛が多くてよく目立ち、背面にもいくつかの白い斑紋を持つが、雌はくすんだ体色をしている。名称の「アダンソン」は、1826年（または1825年）にフランス人博物学者ミシェル・アダンソンに献名されている。

## 特徴
中庸な感じのハエトリグモ。体長は雌で6-9mm、雄で5-7mm。頭胸部はやや横長、第一脚は単純な構造。雄触肢の脛節が長く、触肢器官は身体に比して小さい。
雌は全身が褐色から茶褐色で、腹部中央は縦に淡い色の帯があり、両側に黒の縁取りがあり、普通はその後半部に切れ込みがある。雄は腹部が小さく、全体に黒みが強い。さらに頭胸部の後縁に沿うように白い毛による三日月型の斑紋があり、さらに腹部前縁にも白色部分があり、後方にも一対の白斑がある。これらの斑紋は、よく見ると雌にも似た形があるが、遙かに曖昧で目だたない。また、雄の触肢にも白い毛が多く、よく目立つ。

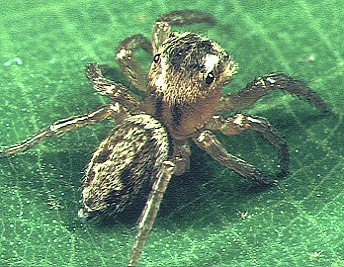
雌成体
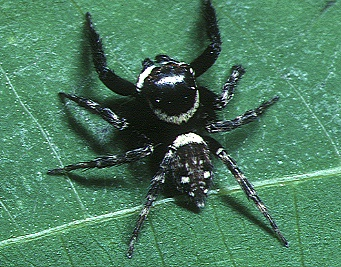
雄成体

## 習性
巣を作って獲物を獲るわけではなく、徘徊性で歩き回って餌を採る。日本では家屋内に多く、特に明るい窓辺に多く、また雄の方がよく見かけるとの言葉もある。雄では歩き回るときに白い触肢をよく動かす行動が見られる。時に袋状の巣を作る。
この類では配偶行動として雄が雌の前で求愛ダンスをするが、この種では、最初に第一脚を斜め前に伸ばし、ジグザグに動きながら雌に近づく。

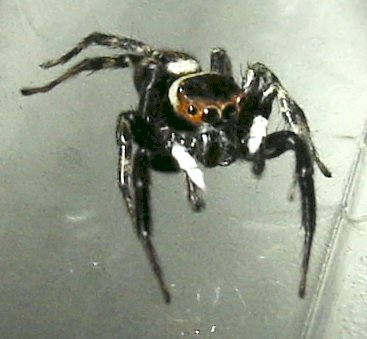
雄の正面 白い触肢が目立つ
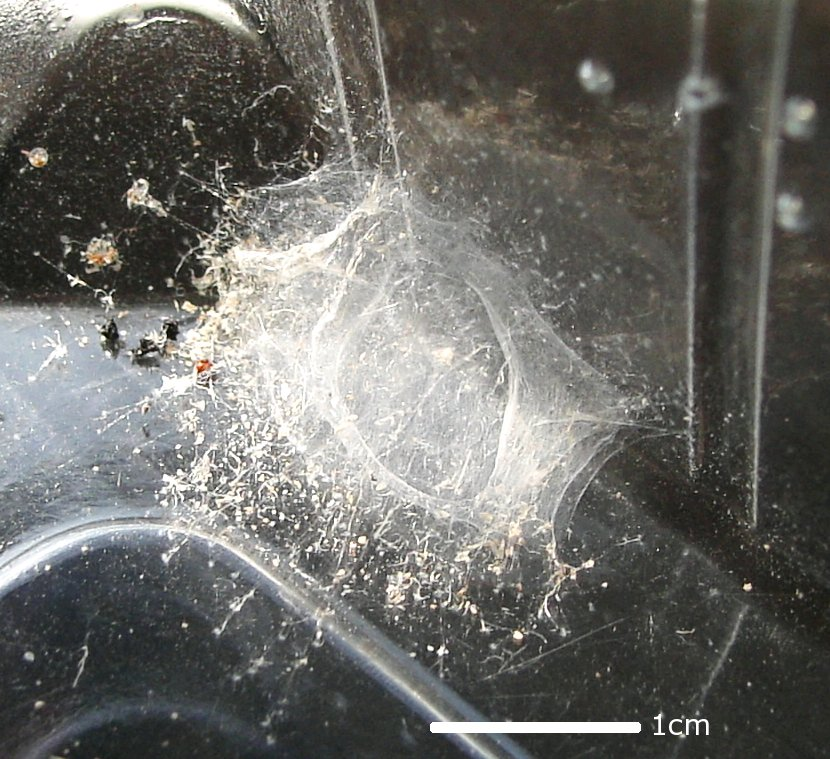
袋状の巣

## 分布と生息環境
日本では本州以南、南西諸島まで分布する。ただし本州北部には生息していなかったが、現在その分布域を北に広げつつあり、そのような地域では屋内に侵入していたミスジハエトリを追い出しているという。主として家屋に生息するが、周囲の塀にも出現し、また市街地では庭の下草などにも見られる。
凡熱帯分布種とされる。その分布は人為分布もあって世界に広く、ヨーロッパやニュージーランドからも知られる。そのある部分は人為的に移動された結果と考えられている。熱帯域では野外でも見られ、たとえばマレーシアでは稲作における害虫防除に有効かも知れない種の一つにチャスジハエトリと共に上げられている。